# Amphipsylla yadongensis
Amphipsylla yadongensis är en loppart som beskrevs av Wang Chenggui et Wang Shenrong 1988. Amphipsylla yadongensis ingår i släktet Amphipsylla och familjen smågnagarloppor. Inga underarter finns listade i Catalogue of Life.